# Louise Crombach
Pour les articles homonymes, voir Crombach.
Louise Crombach (ou Crombak), née le 24 décembre 1815 à Lons-Le-Saunier et morte le 12 avril 1894 dans le 20e arrondissement de Paris, est une couturière puis inspectrice de prison, écrivaine et féministe française.

## Biographie
Louise Crombach est la fille d'une paysanne de Franche-Comté et d’un juif alsacien et reçoit une éducation modeste. Elle commence sa vie professionnelle comme couturière mais, devant son talent, comparé à celui d'Élisa Mercœur, elle est envoyée à Paris, où elle est accueillie par Amable Tastu. Elle est ainsi introduite dans le prestigieux salon littéraire, le « Cénacle » tenu par Charles Nodier et est la protégée des Lamartine. Elle devient la préceptrice de la fille de George Sand. Louise Crombach fréquente les milieux littéraires et y fait la connaissance de Marceline Desbordes-Valmore, issue elle aussi d'une famille ouvrière. Elle est l'une des premières écrivaines issues d'un milieu ouvrier et ayant la possibilité de vivre de son art, poursuivant la tendance démarrée par George Sand.
Son premier livre pour enfants, Le Jeune libéré, paraît en 1839 et reçoit le prix Montyon de l’Académie française l'année suivante. En 1839, elle accouche d'un enfant qui n'est pas reconnu par son père et lui vaut de perdre une partie de sa protection.
Faisant face aux difficultés matérielles, Elisa de Lamartine lui trouve un emploi de surveillante de prison (ou surnuméraire) à la prison de femmes de Saint-Lazare en 1842. Louise Crombach y devient inspectrice en 1844. C'est là qu'elle s'émeut des conditions de détention des prisonnières et de leur misère dont elle se sent proche ,.
En 1843, Flora Tristan, malgré la situation de Louise Crombach, la sollicite pour une souscription qu'elle organise pour le journal L’Union ouvrière. Cette année-là, un des poèmes de Desbordes-Valmore (« Moi, je le sais », dans Bouquets et prières) lui est dédié,. Louise Crombach lui présentera Marie Pape-Carpantier car elles se connaissent. Début 1844, elle rejoint l'équipe de journalistes du Nouveau Monde, Journal de la science sociale, qui vise à relancer, sans succès, l'ancien journal fouriériste Le Nouveau Monde. On y trouve  autres rédacteurs Arthur de Bonnard, un des premiers coopérateurs français et Auguste Colin. 
Louise Crombach est nommée inspectrice titulaire à la prison de Saint Lazare en 1844. 
Accusée d'avoir laissé échapper une captive le 6 février 1845, un procès s'ensuit le 30 mai 1845, lors duquel sont lues des lettres insinuant une relation homosexuelle avec une autre détenue. Desbordes-Valmore intervient dans ce procès, s'exclamant, :

« J'ai vu une fois de près un tribunal d'hommes. Ce n'est pas ainsi que je comprends la lumière et la justice. »

— Cité par Francis Ambrière (83)Le grief des femmes II, p119
Louise Crombach est condamnée à deux ans de prison en juin mais le pourvoi en cassation  annule le jugement. Elle est libérée le 28 novembre 1845. La révélation de cette correspondance va cependant l'éloigner de Desbordes-Valmore, tant et si bien qu'elle n'intervient pas lorsque Crombach est de nouveau le sujet d'un procès en novembre 1845 à Versailles. Crombach en sort néanmoins acquittée et part se réfugier à la Villette chez un curé.
Elle meurt en 1894.

## Œuvres
- Le Jeune libéré (1839)[11]
- Hélène et Laurence (1841)[12]
- Un pauvre devant Dieu, ou Qu'est-ce que la richesse ?  (1845)
- Les Papillons et les enfants, Alexandre et Michel, les Roses de la Fête-Dieu, le Médaillon-protecteur (1845)